# Koprivlen
Koprivlen (în bulgară Копривлен) este un sat în Obștina Hadjidimovo, Regiunea Blagoevgrad, Bulgaria.

## Demografie
Componența etnică a satului Koprivlen
     Bulgari (92,63%)
     Nicio identificare (4,09%)
     Altele (3,49%)
La recensământul din 2011, populația satului Koprivlen era de 1.344 locuitori. Din punct de vedere etnic, majoritatea locuitorilor (92,63%) erau bulgari. Pentru 4,09% din locuitori nu este cunoscută apartenența etnică.